# Список умерших в 579 году

## Февраль
- Хосров I Ануширван, шахиншах Ирана (531—579).

## Июль
- 30 июля — Бенедикт I, Папа Римский (575—579).

## Дата смерти неизвестна или требует уточнения
- Абд аль-Мутталиб, дед пророка Мухаммеда.
- Стратегий Апион, патрикий Византийской империи, консул (539).
- Кайрпре Кромм, король Мунстера.
- Теодрик, король Берниции (572—579).
- Яш-Йопаат, правитель Канульского царства со столицей в Цибанче (572—579).